# 아슈르-니라리 3세
아슈르-니라리 3세(재위: 기원전 1193년 - 기원전 1187년)는 중아시리아 왕국시대의 아시리아의 왕이었다. 그의 일생은 기원전 1203년에서 기원전 1198년까지라는 설도 있다.

## 일생
그는 투쿨티-닌우르타 1세의 왕손으로 태어났다. 그의 부친 아슈르-나시르-팔 (왕이었던 아슈르-나시르-팔 1세, 2세와는 다른 인물)은 투쿨티-닌우르타 1세 암살에 관여한 것으로 생각된다.
그는 정치 혼란중의 아시리아의 왕위를 이었는데, 아시리아는 약화되고, 바빌로니아에 대한 영향력도 완전히 상실되었다.
그의 일생 중의 업적은 확실한 것은 적었고, 그의 사후, 그의 숙부(투쿨티-닌우르타 1세의 왕자), 엔릴-쿠두리-우수르가 왕위를 이었다.